# Marta Pascal
Marta Pascal i Capdevila (Vic, 10 de abril de 1983) é uma política, historiadora e politóloga espanhola, secretária-geral do Partido Nacionalista da Catalunha.

## Biografia
Formou-se em Ciência Política e Administração pela Universidade Pompeu Fabra e em História pela Universidade de Barcelona. Participou do programa de liderança Ordit, promovido pela Fundação Jaume Bofill. Completou um programa de liderança em gestão pública (IESE-Madri) e também participou do programa de liderança Vicens Vives (ESADE).
Profissionalmente, dedicou-se ao campo da política educacional na Associação Internacional de Cidades Educadoras. De 2008 a 2011, chefiou o departamento de educação da Prefeitura de Vic, e de 2011 a 2012, foi assessora da Secretária de Educação do governo catalão, Irene Rigau. Ela é membro da Òmnium Cultural e patrona da Fundação Eduard Soler - Escola de Trabalho de Ripollès.

### Trajetória Política e Institucional
Ele se filiou à Juventude Nacionalista da Catalunha (JNC), à Juventude da Convergência Democrática da Catalunha, e à Convergência Democrática da Catalunha (CDC) em 2006.
Foi presidente da Juventude Nacionalista da Catalunha de outubro de 2012 a fevereiro de 2015. De dezembro de 2010 a 2012, atuou como vice-presidente da organização. De novembro de 2008 a abril de 2010, ela foi co-responsável pela área de Políticas Sociais e Imigração do JNC, e de abril a dezembro de 2010, ela foi Secretária do Território.
Fez parte dos executivos da Convergência Democrática da Catalunha em Vic e na comarca de Osona, e da Federação de Comarcas Centrais. Em 2010, passou a ser membro do Conselho Nacional da CDC.
Nas eleições regionais de 2012, ocupou o 34º lugar na lista da CiU e foi eleita deputada no Parlamento da Catalunha. Nas eleições de 2015, ela renovou seu mandato, desta vez na lista Juntos pelo Sim. Em 19 de julho de 2015, ela assumiu o cargo de porta-voz da Convergência Democrática da Catalunha, substituindo Mercè Conesa.
Em 23 de julho de 2016, foi eleita Coordenadora Geral do PDeCAT, o partido herdeiro da Convergência, vencendo as primárias com 87,76% dos votos contra a candidatura rival, liderada pelo presidente do Reagrupament, Ignasi Planas, que obteve 12,27% dos votos.

### Processo judicial
Em 22 de dezembro de 2017, o juiz Pablo Llarena do Supremo Tribunal de Espanha aceitou investigá-la pelo crime de rebelião, por pertencer à equipe organizadora do Referendo sobre a independência da Catalunha, celebrado em 1 de outubro de 2017, acusando-a de ter tido um papel decisivo na confecção do plano de independência da Catalunha, que havia sido anulado pelo Tribunal Constitucional de Espanha. Em 23 de março de 2018, o juiz Llarena dispensa as acusações.

### Renúncia à direção do PDeCAT
Na assembléia do PDeCAT, realizada em 21 de julho de 2018, renunciou a continuar a dirigir o partido, declarando que já não gozava da confiança de Carles Puigdemont; nesta assembléia, David Bonvehí foi nomeado presidente do PDeCAT e foi acordado que a formação seria integrada ao Chamamento Nacional pela República. Em uma entrevista concedida em abril de 2019, explicou os detalhes e o processo que levou ao PDeCAT a apoiar a Moção de censura que levou Pedro Sánchez ao governo da Espanha, suas discrepâncias com Carles Puigdemont, assegurando que a Catalunha não poderia continuar a ser governada desde Waterloo e que desde o princípio foi contrária à demissão de Artur Mas. Ela também afirmou que o PDeCAT fez demasiadas concessões à CUP e que não descartava a criação de um novo partido para candidatar-se às futuras eleições ao Parlamento da Catalunha. Finalmente, em maio de 2020, anunciou que sua saída do PDeCAT tinha se efetivado em 27 de abril.

### Partido Nacionalista da Catalunha
Em 27 de junho de 2020, ela foi eleita primeira secretária-geral do Partido Nacionalista da Catalunha no congresso constituinte do partido, recebendo o apoio de 91% da militância fundadora.